# Zugliano (Vicenza)
Zugliano is een gemeente in de Italiaanse provincie Vicenza (regio Veneto) en telt 6372 inwoners (31-12-2004). De oppervlakte bedraagt 13,8 km², de bevolkingsdichtheid is 462 inwoners per km².
De volgende frazioni maken deel uit van de gemeente: Centrale, Grumolo Pedemonte.

## Demografie
Zugliano telt ongeveer 2333 huishoudens. Het aantal inwoners steeg in de periode 1991-2001 met 11,6% volgens cijfers uit de tienjaarlijkse volkstellingen van ISTAT.
| Jaar | Inwoneraantal |
| ---- | ------------- |
| 1991 | 5527          |
| 2001 | 6166          |

## Geografie
Zugliano grenst aan de volgende gemeenten: Carrè, Fara Vicentino, Lugo di Vicenza, Sarcedo, Thiene, Zanè.

## Externe link

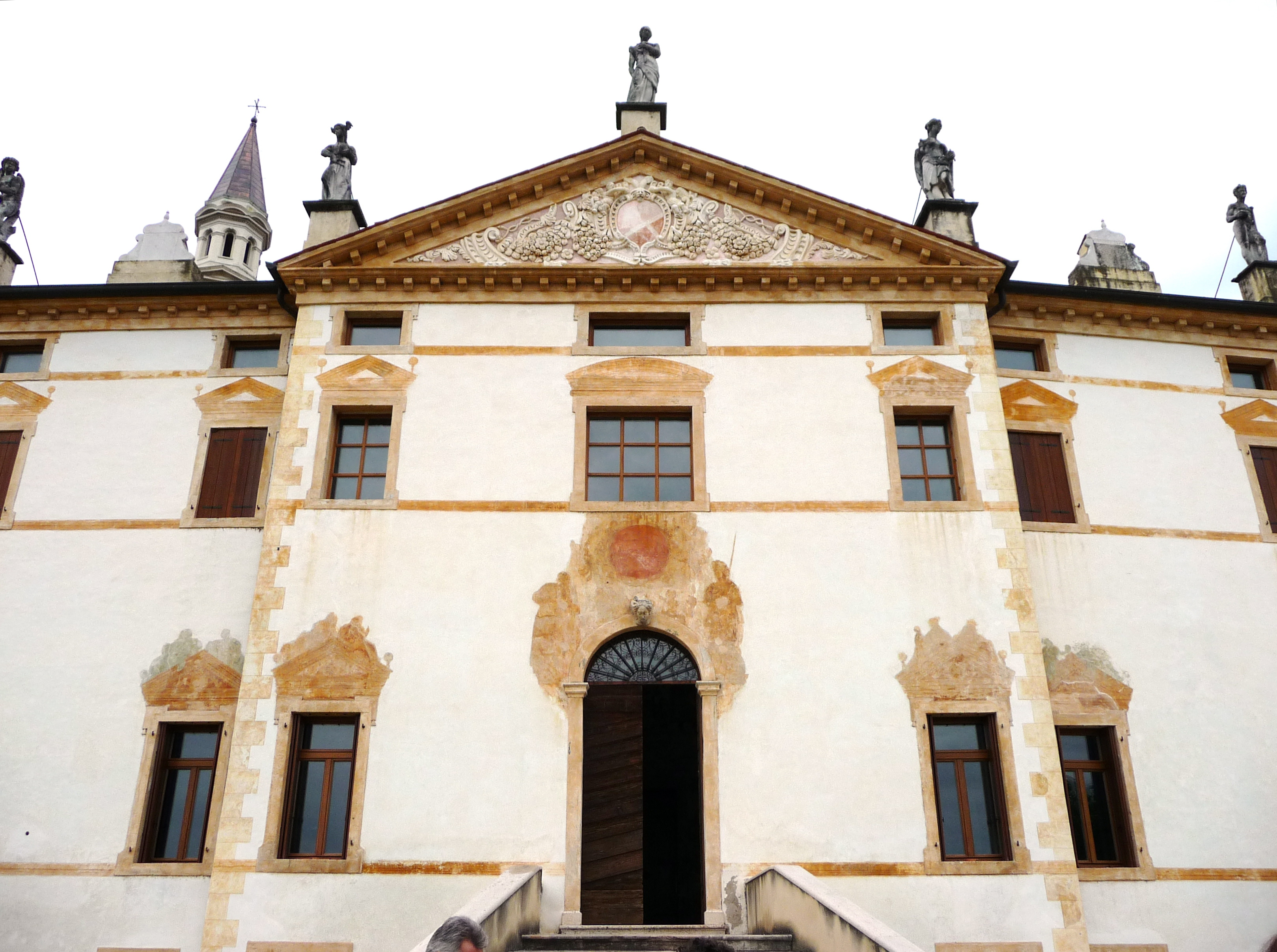
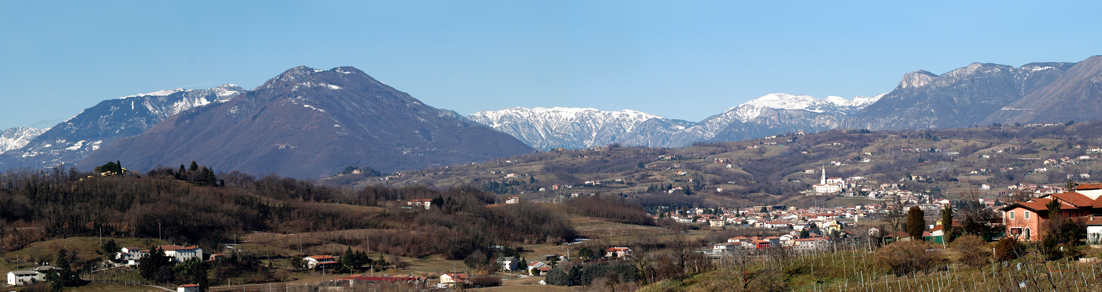